# Джейн Каннінгем Кроулі
Джейн Каннінгем Кролі (англ. Jane Cunningham Croly) — американська письменниця, журналістка та феміністка британського походження, більш відома під псевдонімом Дженні Джун. Перша авторка і редакторка жіночих колонок у провідних газетах і журналах Нью-Йорка. Засновниця клубу Sorosis для жінок у Нью-Йорку в 1868 році, в 1889 році розширила його по всій країні до Загальної федерації жіночих клубів. Також заснувала Жіночий прес-клуб Нью-Йорка.

## Раннє життя
Народилася в Англії, донька унітарного священника преподобного Джозефа Каннінгема та його дружини Джейн Скотт. Сім'я емігрувала до США, коли Джейн було 12, і спочатку жила в Покіпсі, Нью-Йорк, а пізніше в Саутбрідж, Массачусетс.

## Професійна кар'єра
Джейн вперше зацікавилася журналістикою ще під час студентства; все почала з редагування шкільної газети. Пізніше стала редагувати та видавати газету для церкви свого брата. У 1855 році вона переїхала до Нью-Йорка, щоб стати журналісткою. Деякі джерела кажуть, що саме тоді вона вперше використала псевдонім «Дженні Джун». Інші джерела кажуть, що «Дженні Джун» — це дитяче прізвисько, яке дав їй друг сім'ї, коли Дженні було 12 років.
Після невдалого звернення до кількох газет Каннінгем отримала роботу в Noah's Sunday Times (часто помилково повідомляється як The New York Times); це була публікація під редакцією Мордехая Мануеля Ноя. У Noah's вона писала постійну жіночу колонку, присвячену таким традиційним темам, як мода, кулінарія та мистецтво. Пізніше вона згадувала цей час як складний, оскільки мало хто з газет хотів брати на роботу жінку, а якщо і брали, то лише в темах «жіночих інтересів». Редактори-чоловіки чинили великий опір тому, щоб найняти жінку для висвітлення новин чи серйозних репортажів поза межами жіночої сфери.
Познайомилася з колегою-журналістом і редактором New York Herald, Девідом Г. Кролі і одружилася з ним 14 лютого 1856 року. Народила трьох дочок, Мінні, Віолу та Еліс, і сина Герберта Девіда, який продовжив кар'єру журналіста, ставши редактором журналу The New Republic. Пізніше Кроулі розповіла інтерв'ю, що завдяки чоловікові її кар'єра в журналістиці просунулася вперед. Він найняв її в New York World, і відтоді її кар'єра пішла вперед.
У той час як очікується, що більшість жінок вирішували покинути кар'єру після вступу в шлюб, Джейн Кроулі продовжувала працювати, в тому числі і після народження дітей. Вона була редакторкою Demorest's Magazine з 1860 по 1887 рік. Цей журнал був присвячений жіночій моді, і Дженні стала відомою як експертка у цій темі, широко цитована в інших виданнях. Пізніше вона була редакторкою журналу Cycle (який заснувала), а також журналу Home-Maker Magazine. Її колонки часто публікувалися на жіночих сторінках у США.

## Фемінізм

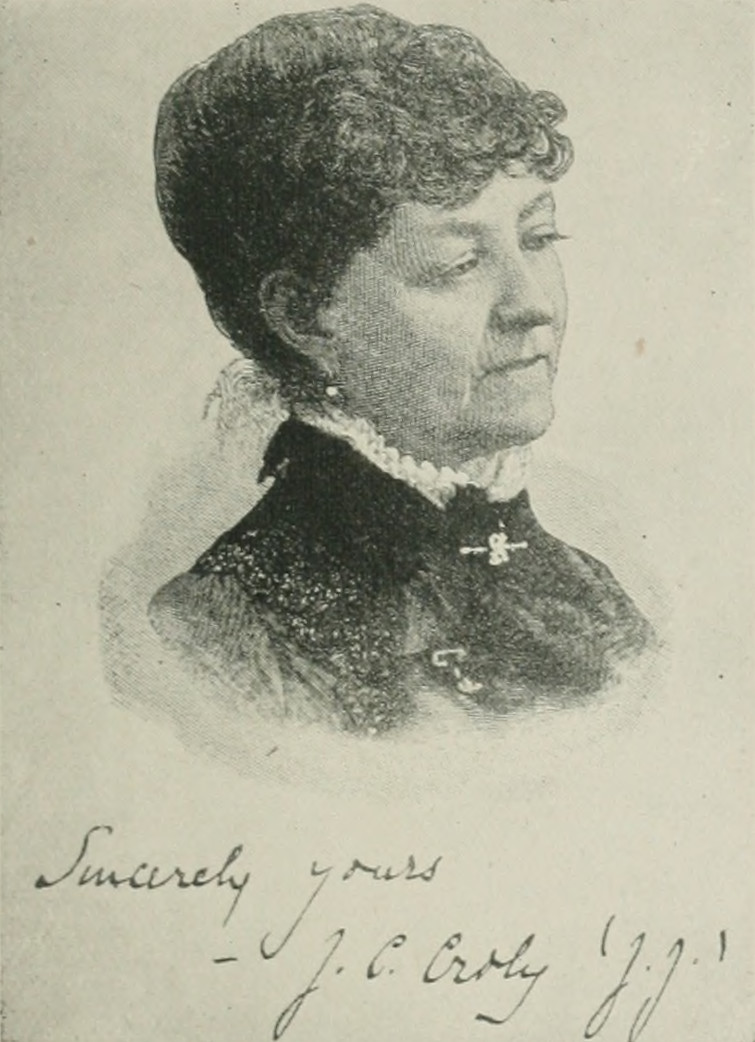
Кролі, близько 1897 року

Кролі була феміністкою, відданою справі покращення прав жінок. Вона закликала до більшої ефективності жіночого одягу та висміяла штани, назвавши їх дивними. Вона, однак, наполягала, що найкраща праця жінки — бути «доглядальницею, домогосподаркою, вихователькою дітей». Кролі симпатизувала жіночому виборчому праву, але не була активною у ньому. Вона рішуче підтримувала рівність і рівні права, приділяючи особливу увагу новим професіям для жінок середнього класу, таким як секретарка, бухгалтерка, медсестра та продавчиня універмагу, на додаток до традиційних ролей викладання. Шлезінгер стверджує, що «тривкий внесок Кроулі в прогрес американських жінок полягав у її наполяганні на тому, щоб стать була занурена у компетентне виконання». Вона сказала американськам, що фінансова незалежність та економічна рівність важливіші за право голосу.

## Останні роки
У пізні роки життя Дженні Джун Кролі часто називали в пресі «матір'ю жіночих клубів».
Цей термін також згадувався, коли газети повідомляли про те, як вона захворіла влітку 1898 року. Вона серйозно впала і зламала стегно; її близька подруга Еллен Деморест, для модного журналу якої вона колись працювала, також захворіла приблизно в той же час, перенісши інсульт. Здається, вона так і не одужала повністю, і в 1900 році оголосила, що йде з газетної та клубної роботи. Вона здійснила поїздку назад до Англії, щоб побачити країну свого народження після стількох років відсутності, і, повернувшись до Нью-Йорка, померла від серцевої недостатності 23 грудня 1901 року у віці 72 років.

## Роботи
- «Добре чи гірше» (1875)
- «Дженні Джуніана: Розмови на жіночі теми» (1864)
- «Кулінарна книга для молодих домробітниць» (1866)
- В'язання спицями та гачком (1885)
- «Кинута на власні сили» (1891)
- «Історія жіночого клубного руху в Америці» (1898 і 1900)